# Dasyatis say
Dasyatis say és una espècie de peix de la família dels dasiàtids i de l'ordre dels myliobatiformes.

## Morfologia
- Els mascles poden assolir 100 cm de longitud total.[2][3]

## Reproducció
És ovovivípar.

## Alimentació
Menja peixos, cloïsses, cucs i gambes.

## Depredadors
Als Estats Units és depredat per Carcharhinus leucas.

## Hàbitat
És un peix marí, de clima subtropical (45°N-28°S, 95°W-33°W) i demersal que viu entre 1–10 m de fondària.

## Distribució geogràfica
Es troba a l'oceà Atlàntic occidental: des de Nova Jersey, Massachusetts (més rarament) i el nord del Golf de Mèxic fins a l'Argentina, incloent-hi les Índies Occidentals i les Antilles.

## Observacions
Causa lesions als banyistes.